# Joe Gacy
Joseph Ruby, meglio conosciuto come Joe Gacy (Franklinville, 8 agosto 1987), è un wrestler statunitense sotto contratto con la WWE.
È noto maggiormente per i suoi trascorsi nella Evolve e nella Combat Zone Wrestling, dove ha vinto tre volte rispettivamente il CZW World Heavyweight Championship e il CZW Wired Championship.

## Carriera

### WWE (2020–presente)

#### NXT(2020–2024)
Il 31 agosto 2020 firmò con la WWE, venendo mandato al Performance Center per allenarsi a partire dal 7 ottobre. Nella puntata di 205 Live del 2 luglio 2021, con il ring name Joe Gacy, fece il suo debutto sconfiggendo Desmond Troy nel primo turno dell'NXT Breakout Tournament, ma venne poi eliminato da Trey Baxter nel secondo turno.
A partire dalla puntata di NXT del 21 settembre assunse la gimmick di portavoce politicamente corretto che "vorrebbe rendere NXT un posto sicuro", venendo poi sconfitto da Cameron Grimes. Nella puntata di NXT 2.0 del 12 ottobre venne sconfitto dall'NXT Champion Tommaso Ciampa in un match non titolato, nel quale se Gacy avesse vinto sarebbe stato aggiunto al match per il titolo ad NXT Halloween Havoc tra Ciampa e Bron Breakker. Il 26 ottobre, nella puntata speciale NXT Halloween Havoc, sconfisse facilmente e in pochissimo tempo Malik Blade, introducendo poi il suo assistito Harland. Il 23 novembre, convinse Roderick Strong, detentore dell'NXT Cruiserweight Championship, a sfidarlo con in palio la cintura a  NXT WarGames pur non essendo lo stesso Gacy appartenente alla categoria dei pesi leggeri, ma il 5 dicembre, durante l'evento, venne sconfitto.
Nella puntata speciale NXT Spring Breakin' del 3 maggio affrontò Bron Breakker per l'NXT Championship ma venne sconfitto. Il 4 giugno, a NXT In Your House, affrontò nuovamente Breakker per il titolo di NXT ma perse. In seguito, formò lo Schism assieme a Jagger Reid e Rip Fowler e, successivamente, si unì al gruppo anche Ava Raine; il gruppo ebbe una breve faida con Cameron Grimes, cercando di reclutarlo senza successo nella stable, sconfiggendolo poi nella puntata di NXT dell'8 novembre. Il 10 dicembre, a NXT Deadline, prese parte all'iron survivor Challenge che comprendeva anche Axiom, Carmelo Hayes, Grayson Waller e JD McDonagh per determinare lo sfidante all'NXT Championship di Bron Breakker ma il match venne vinto da Waller. Il 1º aprile, nel pre-show di NXT Stand & Deliver, lo Schism venne sconfitto dalla Chase U (Andre Chase, Duke Hudson e Thea Hail) e Tyler Bate in un match dove, da stipulazione, qualora la Chase U avesse perso si sarebbe dovuta unire allo Schism.
Il 28 maggio, ad NXT Battleground, non riuscì a conquistare l'NXT North American Championship di Wes Lee in un triple threat match che comprendeva anche Tyler Bate.
Il 4 febbraio, ad NXT Vengeance Day, venne sconfitto da Dijak in un no disqualification match. Venne nuovamente sconfitto da Dijak anche nella puntata speciale NXT Roadblock del 5 marzo in un asylum match.

#### The Wyatt Sicks (2024–presente)
Gacy esordì nel roster principale il 17 giugno 2024 durante una puntata di Raw, come membro della nuova stable chiamata The Wyatt Sicks. Gacy indossava una maschera suina, a somiglianza del pupazzo Huskus the Pig Boy della "Firefly Funhouse" di Bray Wyatt.

## Personaggio

### Mosse finali
- Top rope splash
- Running lariat – 2021–presente
- Unforgiven Backbreaker (Backbreaker)

## Titoli e riconoscimenti
- BriiCombination Wrestling
  - BCW Heavyweight Championship (1)[12]
- Combat Zone Wrestling
  - CZW Wired Championship (3)[13]
  - CZW World Heavyweight Championship (3)[14]
- Dynamite Championship Wrestling
  - DCW No Limits Championship (1)[15]
- East Coast Wrestling Association
  - ECWA Mid-Atlantic Heavyweight Championship (1)[16]
- Evolve
  - Evolve Tag Team Championship (1)[17] – con Eddie Kingston
- Ground Breaking Wrestling
  - GBW Breaker Championship (1)[18]
  - GBW World Championship (1)[19]
- Maryland Championship Wrestling
  - MCW Rage Television Championship (2)[20]
- New York Wrestling Connection
  - NYWC Fusion Championship (1)[21]
- NWA Force One Pro Wrestling
  - F1 Heavyweight Championship (1)[22]
  - F1 Tag Team Championship (1)[23] – con Ryan Slater
- Pro Wrestling Illustrated
  - 199º tra i 500 migliori wrestler secondo PWI 500 (2020)[24]
- Real Championship Wrestling
  - RCW Tag Team Championship (1) – con Ryan Slater[25]
- Vicious Outcast Wrestling
  - VOW Anarchy Championship (1)[26]
- We Want Wrestling
  - We Want Wrestling Championship (1)[27][28][29]
- Xcite Wrestling
  - Xcite Heavyweight Championship (2)[30]